# Ambassade de France au Burkina Faso
L'ambassade de France au Burkina Faso est la représentation diplomatique de la République française au Burkina Faso. Elle est située à Ouagadougou, la capitale du pays, et son chargé d’affaires a.i. est, depuis 1er août 2023, Philippe Duporge.

## Ambassade
L'ambassade est située avenue du Trésor, à Ouagadougou, en face du Trésor public et près du Premier ministère. Elle accueille aussi le consulat de France.

## Histoire

### Entités territoriales précédant le Burkina Faso
- Haute-Volta (1919-1932, 1947-1958)
- République de Haute-Volta (1958-1984)
- Première révolution burkinabé (1984-1987)...

### Histoire récente
Le 2 mars 2018, une double attaque terroriste visant l'État major général des armées et l'ambassade de France fait huit morts, tous des militaires burkinabè et plus de 80 blessés (civils et militaires). Cette attaque est revendiquée par le Groupe de soutien à l'islam et aux musulmans (GSIM).
Le 1er et le 2 octobre 2022, à la suite du coup d'État organisé par le capitaine Ibrahim Traoré, l'ambassade de France à Ouagadougou et les instituts culturel français à Ouagadougou et à Bobo-Dioulasso sont pris pour cible par plusieurs dizaines de manifestants soutenant les militaires putschistes. Des fils barbelés sont arrachés et les façades des deux bâtiments sont caillassées puis incendiées.

## Ambassadeurs de France au Burkina Faso
| De   | À    | Ambassadeur        |
| ---- | ---- | ------------------ |
| 1960 | 1961 | Paul Masson        |
| 1961 | 1963 | Jacques Ravail     |
| 1963 | 1967 | Francis Levasseur  |
| 1967 | 1973 | Raoul Delaye       |
| 1973 | 1977 | Paul Blanc         |
| 1977 | 1981 | Jean Le Cannellier |
| 1981 | 1983 | Gaston Boyer       |

| De   | À    | Ambassadeur                    |
| ---- | ---- | ------------------------------ |
| 1983 | 1987 | Jacques Le Blanc               |
| 1987 | 1992 | Alain Deschamps                |
| 1992 | 1995 | Gérard Simon                   |
| 1995 | 1999 | François Cousin                |
| 1999 | 2003 | Maurice Portiche               |
| 2003 | 2006 | Francis Blondet                |
| 2006 | 2010 | François Goldblatt             |
| 2010 | 2013 | Emmanuel Beth                  |
| 2013 | 2016 | Gilles Thibault                |
| 2016 | 2019 | Xavier Lapeyre de Cabanes (tr) |
| 2019 | auj. | Luc Hallade                    |

## Consulats
Outre le consulat général de France de Ouagadougou, il existe un consul honoraire basé à Bobo-Dioulasso.

### Communauté française
Au 8 janvier 2024, 2 647 Français sont inscrits sur les registres consulaires au Burkina Faso, dont 58% de binationaux et résidant principalement dans la province de Kadiogo (région de la capitale).
| 2001  | 2002  | 2003  | 2004  |
| ----- | ----- | ----- | ----- |
| 2 465 | 2 749 | 2 817 | 2 960 |

| 2005  | 2006  | 2007  | 2008  |
| ----- | ----- | ----- | ----- |
| 2 931 | 3 090 | 3 172 | 3 349 |

| 2009  | 2010  | 2011  | 2012  |
| ----- | ----- | ----- | ----- |
| 3 279 | 3 325 | 3 387 | 3 467 |

| 2013  | 2014  | 2015  | 2016  |
| ----- | ----- | ----- | ----- |
| 3 582 | 3 494 | 3 442 | 3 317 |

| 2017  | 2018  | 2019  | 2020  |
| ----- | ----- | ----- | ----- |
| 3 423 | 3 610 | 3 687 | 3 411 |

| 2021  | - | - | - |
| ----- | - | - | - |
| 3 342 | - | - | - |

### Circonscriptions électorales
Depuis la loi du 22 juillet 2013 réformant la représentation des Français établis hors de France avec la mise en place de conseils consulaires au sein des missions diplomatiques, les ressortissants Français du Burkina Faso élisent pour six ans trois conseillers consulaires. Ces derniers ont trois rôles: 
1. ils sont des élus de proximité pour les Français de l'étranger ;
2. ils appartiennent à l'une des quinze circonscriptions qui élisent en leur sein les membres de l'Assemblée des Français de l'étranger ;
3. ils intègrent le collège électoral qui élit les sénateurs représentant les Français établis hors de France.

Les trois conseillers consulaires élus en mai 2021 sont: Ousmane Ouédraogo, Président du conseil consulaire, Martine Voron et Françoise Le Losq Ouédraogo. Ces trois conseillers des Français de l’étranger (CFDE) sont élus pour représenter les Français du Burkina Faso.
Pour l'élection à l'Assemblée des Français de l'étranger, le Burkina Faso appartenait jusqu'en 2014 à la circonscription électorale de Bamako, comprenant aussi le Mali et le Niger, et désignant trois sièges. Le Burkina Faso appartient désormais à la circonscription électorale «Afrique occidentale» dont le chef-lieu est Dakar et qui désigne quatre de ses 26 conseillers consulaires pour siéger parmi les 90 membres de l'Assemblée des Français de l'étranger.
Pour l'élection des députés des Français de l’étranger, le Burkina Faso dépend de la 9e circonscription qui regroupe les Français du Maghreb et de l'Afrique de l'Ouest. Le député de cette circonscription est Karim Ben Cheikh.